# سیارک ۱۹۶۶۳
سیارک ۱۹۶۶۳ (به انگلیسی: 19663 Rykerwatts، نامگذاری:1999RU133) نوزده هزار و ششصد و شصت و سومین سیارک کشف شده‌است که در ۹ سپتامبر ۱۹۹۹ کشف شد.
قدر مطلق سیارک برابر ۱۸.۶ است.